# تاريخ موجز للزمن

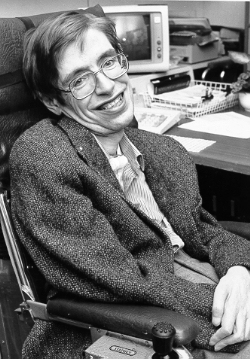
الفيزيائي ستيفن هوكينغ مؤلف الكتاب

تاريخ موجز للزمان: من نظرية الانفجار العظيم إلى الثقوب السوداء كتاب علمي فيزيائي فلكي من تأليف الفيزيائي البريطاني الشهير ستيفن هوكينغ (8 يناير 1942 - 14 مارس 2018). نشر الكتاب للمرة الأولى في عام 1988، كتب هوكينغ الكتاب مستهدفا فيه القراء غير المتخصصين الذين لا يملكون معرفة سابقة عن النظريات العلمية.
يحاول هوكينغ في كتابه تاريخ موجز للزمان تبسيط وشرح المفاهيم الفيزيائية عن مكونات، نشأة الكون وتطوره كما حاول الإجابة على أغلب الأسئلة المتعلقة بالكون والفيزياء الحديثة. شرح ستيفن هوكينج مفهوم الفراغ، الزمن، الجاذبية، ابسط مكونات الكون الكوارك، مرورا بالنظريات العلمية الأكثر تعقيدا كنظرية الانفجار العظيم وماهية الثقوب السوداء. حاول الفيزيائي البريطاني تبسيط اثنتين من أهم النظريات العلمية التي تستخدم في وصف الكون ألا وهما نظرية النسبية لوصف الأجرام السماوية والأجسام الكبيرة في الحجم وميكانيكا الكم التي تستخدم في وصف الجزيئات والذرات والأجسام الصغيرة نسبيا. ذكر في خاتمة كتابه أبحاثه ومحاولاته في الجمع بين النظريتين للوصول إلى نظرية واحدة لوصف كل ما يحدث في الكون.
سريعا ما أصبح الكتاب من ضمن أكثر الكتب مبيعا، باع الكتاب أكثر من 10 ملايين نسخة في 20 عاما. كما حافظ على مركزه في قائمة جريدة الصنداي تايمز للكتب الأكثر مبيعا لأكثر من 5 سنوات، ترجم الكتاب إلى 35 لغة بحلول عام 2001. ثم وصل إلى 40 لغة حاليا.

## النشر

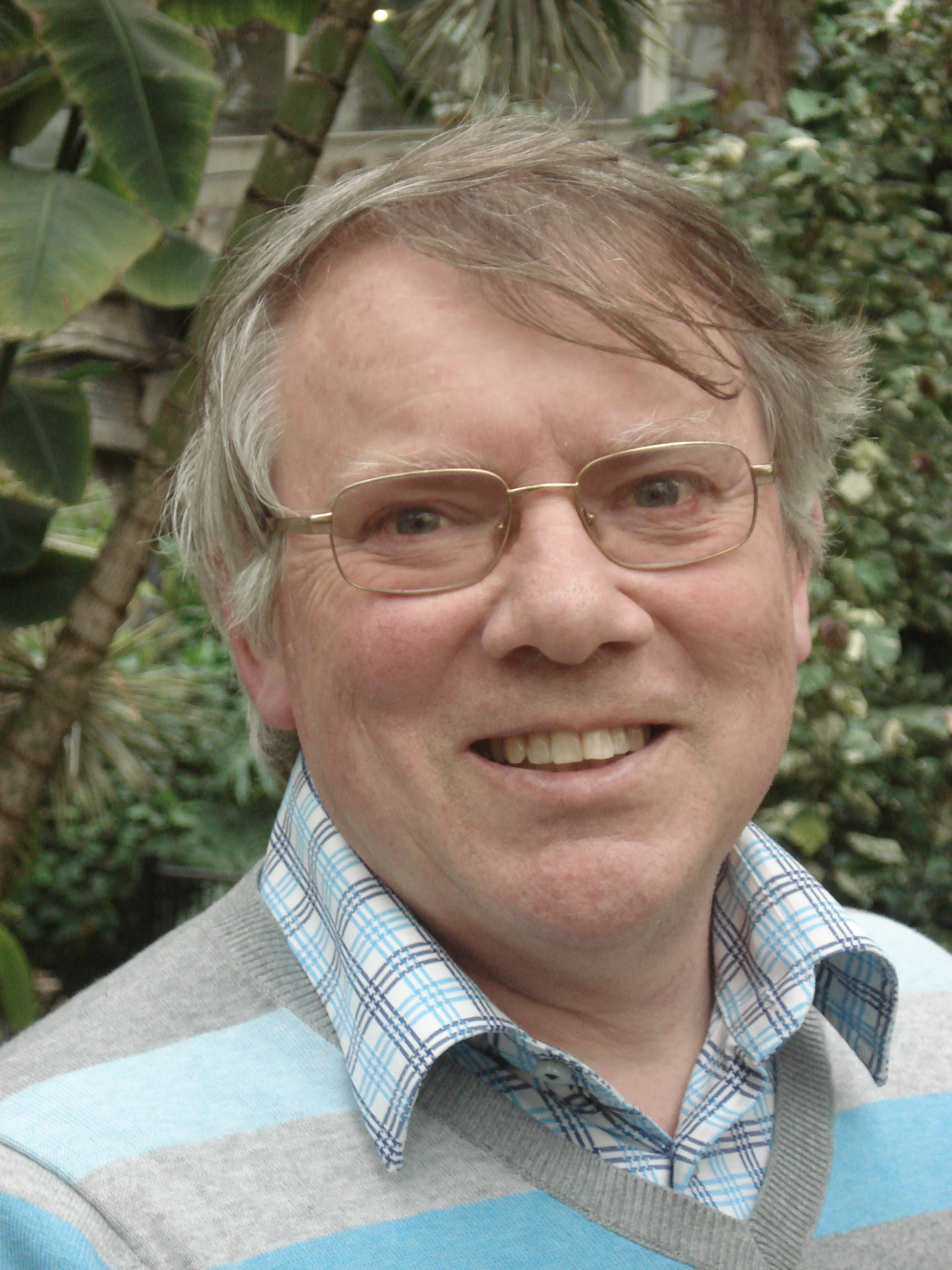
سيمون ميتون المحرر في مطبعة جامعة كامبريدج

في أوائل عام 1983، فاتح ستيفن هوكينغ سيمون ميتون محرر في مطبعة جامعة كامبريدج قسم الكتب الفلكية لأول مرة عن نيته في كتابه كتاب علمي عن الفلك والفيزياء لغير المختصين، الأمر الذي قابله ميتون بالشك بعد إطلاعه على مسودة كتابه والتي كانت تحتوي على عدد كبير من المعادلات الرياضية المعقدة الكفيلة بهدم رغبة أي قارئ غير مختص في الحصول على الكتاب، نصح ميتون هوكينغ بأنه إذا أراد الوصول إلى الفئة غير المختصه فعليه بالتخلي عن كل المعادلات الرياضية وأن يبقي معادلة واحدة فقط وهو ما ذكره هوكينغ في مقدمة كتابه حيث قال بأنه قد تم تحذيرة بأن أي معادلة رياضية سيكتبها ستؤدي إلى تقليل عدد القراء إلى النصف. وافق هوكينغ على عدم كتابه إلا معادلة واحدة وإختار معادلة النسبية لآينشتاين E = mc2.
بالرغم من ذلك إحتوى الكتاب على عدد من الرسومات والأمثلة التي إستخدمها لشرح وتوصيل فكرته.

## المحتوى
يحاول هوكينغ في كتابه «تاريخ موجز للزمان من نظرية الانفجار العظيم إلى الثقوب السوداء» شرح وتبسيط الأمور الفيزيائية كالكوارك، مفهوم كلا من الوقت، الفراغ، الجاذبية، نظرية الانفجار العظيم، الثقوب السوداء والمخاريط الضوئية. صرح هوكينغ في إحدى مقابلاته بأن هدف الكتاب الأساسي هو توصيل نبذة عامة وبسيطه عن تلك الأمور لغير الفيزيائيين على الرغم من محاولاته للخوض في بعض المعادلات الرياضية المعقدة.
في طبعه الكتاب عام 1996، ناقش هوكينغ إمكانية السفر عبر الزمن، ماهيه الثقوب السوداء وإمكانية إيجاد كون بدون مؤشرات على بداية الزمن فيه.

### الإهداء
```
لقد إختار 
هوكينغ
 أن يهدي هذا الكتاب لزوجته 
جين وايلد هوكينغ
.
```

### الفصل الأول: صورتنا عن الكون

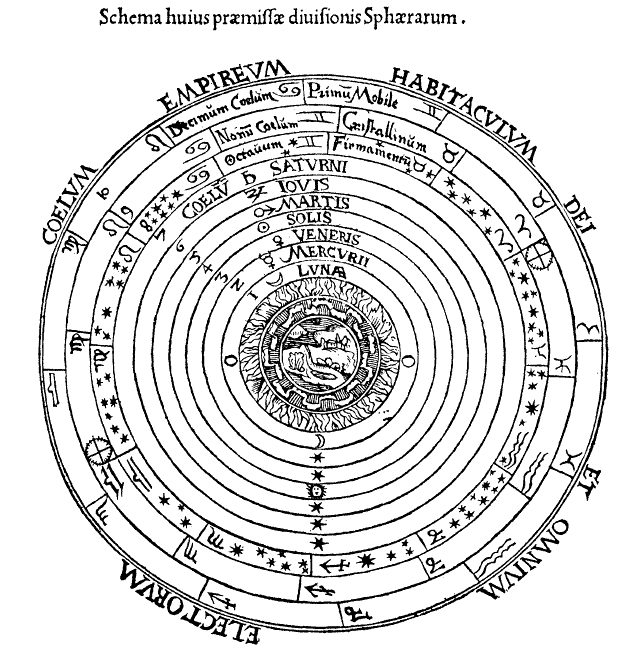
النظام البطليموسي

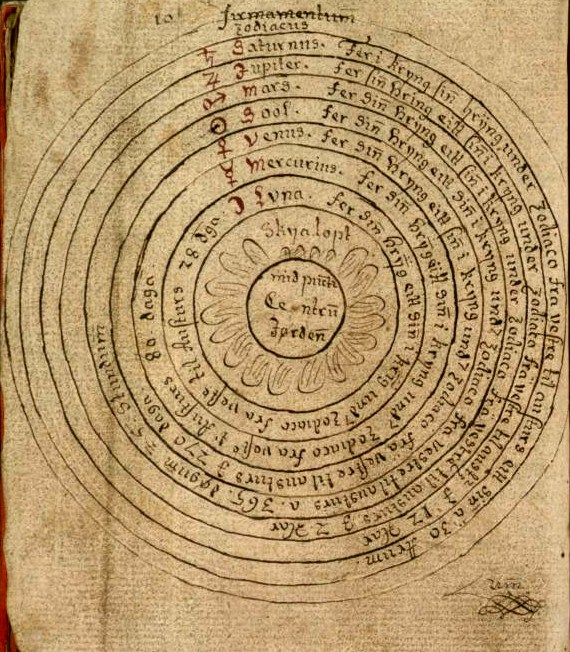
مخطوطة آيسلندية لصورة لنموذج بطليموس الذي ينص على مركزية الأرض ودوران الشمس والكواكب حولها

إختار هوكينغ أن يناقش في الفصل الأول من كتابه تاريخ الدراسات الفلكية كمفهوم بطليموس عن الكون. بداية من فكرة أرسطو الذي كان على خلاف الكثير من زمانه يعتقد بأن الأرض دائرية. الاعتقاد الذي وصل إليه بعد مراقبته لحالات القمر والتي إعتقد أنها تظهر بسبب سقوط ظل الأرض عليه مع ملاحظته لزيادة لمعان النجم الشمالي للشخص الواقف شمالا. إعتقد أرسطو أيضا أن الشمس والنجوم تدور حول الأرض في مدارات دائرية مثالية. حاول بطليموس الفلكي اليوناني من القرن الثاني تحديد مكان الشمس والنجوم في المجرة مستعينا بأفكار أرسطو.

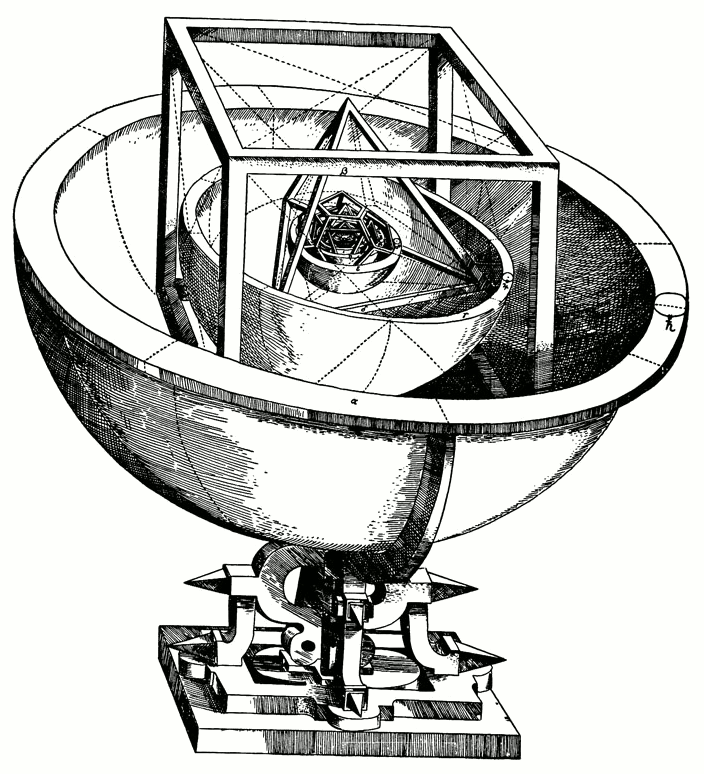
نموذج كيبلر الذي ينص على مركزية الشمس

يعلم الكل في وقتنا الحاضر بمدى خطأ اعتقاد أرسطو وأن الأرض هي التي تدور حول الشمس لا العكس. تم نفي إفكار أرسطو وبطليموس للمرة الأولى عن أماكن النجوم والشمس في عام 1906. أول من قام بالتشكيك في نظرية أرسطو ونموذج بطليموس هو الفلكي البولندي نيكولاس كوبرنيكوس في عام 1514. بعد مرور قرن من الزمان درس الفلكي والفيزيائي الإيطالي جاليليو جاليلي والفيزيائي الألماني يوهانس كيبلر كيف أن الأقمار وبعض الكواكب تتحرك في السماء. استخدموا ملاحظاتهم لدعم نظرية كوبرنيكوس. لجعل الملاحظات أكثر تناسبا مع اعتقاد كوبرنيكوس إفترض كيبلر أن المدارات بيضاوية بدلا من الاعتقاد السابق القائل بأنه دائري. استخدم إسحاق نيوتن المعادلات الرياضية المعقدة في كتابه الشهير الأصول الرياضية للفلسفة الطبيعية المنشور في عام 1687 في دعم نظرية كوبرنيكوس وتكوين تخيلة ونموذجة الخاص حيث رأي أن النجوم كالشمس ليست أجرام ثابته ولكنها تتحرك في مدارها الخاص. إعتقد نيوتن أيضا أن الكون مكون من عدد لا نهائي من النجوم غير الثابتة الاعتقاد الذي قابلة الكثير بالرفض من أمثال الفيلسوف الألماني هاينريش أولبرز.
لم يكف العلماء يوما عن التساؤل عن أصل الكون ومتى نشأ. فبدءا من أرسطو الذي إعتقد أن الكون موجود منذ الأزل مرورا باللاهوتيين مثل القديس أغسطينوس الذي إعتقد أن الكون نشأ في فترة زمنية معينة وأن بداية الزمن ترجع إلى نشأة الكون. الأمر الذي عارضة الفيلسوف الألماني إيمانويل كانت بعد مرور 1000 عام.
في عام 1929، إكتشف عالم الفلك الأمريكي إدوين هابل أن المجرات تتباعد عن بعضها البعض وأنهم كانوا في نطاق واحد في الفترة التي تتراوح ما بين 10 إلى 20 مليار عام مضى. جلب هذا الاكتشاف مفهوم نشأة الكون إلى طاولة العلم لدراسته مرة أخرى بالأساليب الحديثة.
في وقتنا الحاضر، يستخدم علماء الفلك نظريتان مختلفتان لوصف مايدور في الكون. نظرية النسبية لآينشتاين لوصف حركة المجرات، الكواكب والأجرام السماوية. ميكانيكا الكم لوصف حركة الذرات والأجسام صغيرة الحجم وإلى الآن ما زال العلماء يبحثون عن معادلة واحدة تستطيع الجمع بين النظريتين ووصف كل ما يحدث داخل الكون.
يرى هوكينغ أنه بالرغم من احتمالية عدم الاستفادة من هذة المعادلة في حياتنا العادية ولكنها على الأقل ستشبع نهم الإنسان تجاة المعرفة.

## الفيلم
الفيلم
في عام 1991، أخرج إيرول موريس فيلما وثائقيا عن هوكينج يحمل نفس اسم الكتاب، إلا أنه فيلم سيرة ذاتية وليس نسخة مصورة من الكتاب.

## أوبرا
تعاقدت دار أوبرا ميتروبوليتان في نيويورك لحفلة في موسم 2015–2016 يعتمد على كتاب هوكينج. كان من المقرر أن تكون الحفلة تحت قياده الموسيقار اوزفالدو غوليجوف بموسيقى من تأليف ألبرتو مانغويل وإنتاج روبرت ليباج. لكن تم تغير الأوبرا المخطط القيام فيها الحفلة قبل أن تلغى الحفلة بالكامل.

## وصلات خارجية
- صور من الطبعة الأولى لكتاب تاريخ موجز للزمن
- النسخة المسموعة للكتاب- يوتيوب.
- شرح لكتاب تاريخ موجز للزمن- باللغة العربية- يوتيوب.
- كتاب تاريخ موجز للزمن- على موقع جود ريدز.